# Alojz Jembrih
Alojz Jembrih (Varaždin, 11. lipnja 1947.) hrvatski je kroatolog, književni povjesničar, jezikoslovac, slavist i filolog.

## Životopis
Rođen je u Varaždinu 11. lipnja 1947. godine. Doktorirao je na studiju slavenske filologije na Sveučilištu u Beču temom „Antun Vramec in seiner Zeit. Beitrag zur älteren serbokroatischen Literaturgeschichte und historischen Dialektologie” (1977.).
U Hrvatskoj, u Zagrebu radio je u zvanju znanstvenog asistenta na Institutu za staroslavenski jezik od 1978. do 1980. Potom radio je u Zavodu za hrvatski jezik do 1983. Od 1. lipnja 1983. do 14. listopada 1996. bio je docent Filozofskog fakulteta Sveučilišta u Ljubljani, u Sloveniji i predavao hrvatski jezik na katedri za slavistiku. 1997. godine na Sveučilištu u Zagrebu promaknut je u zvanje izvanrednoga profesora za hrvatski jezik.
Od 1997. predaje hrvatski jezik na Odsjeku za razrednu nastavu i predškolski odgoj u Čakovcu u Visokoj učiteljskoj školi. Od 1998. do 2017. radio je na Hrvatskim studijima Sveučilišta u Zagrebu.
Od 1991. do 1993. bio je voditelj Hrvatskoga povijesnog instituta u Beču.

## Djela
- „Život i djelo Antuna Vramca” (1981.)
- „Hrvatski filološki aspekti” (1990.)
- „Hrvatsko-slovenske književnojezične veze” (1991.)
- „Kajkaviana Croatica - Hrvatska kajkavska riječ” (urednik, 1996.)
- „Na izvori gradišćanskohrvatskoga jezika i književnosti” (1997.)
- „Hrvatski filološki zapisi” (1997.)
- „Na izvorima hrvatske kajkavske književne riječi” (1997.)
- „Razgovaranje: Pretisak i transkripcija djela Razgovaranje meju Papistu i jednim Luteran(om) tiskanim 1555. g.” (2005.)
- „Tomaš Mikloušić” (2012.)

## Počasti
- Godišnja nagrada za istraživanje hrvatsko-uraške prevoditeljske i izdavačke djelatnosti (Buzet, 1997.)[3]
- Priznanje s medaljom za izniman doprinos u proučavanju hrv. protestantskog tiskarstva u 16. st. (Protestantsko evanđeosko vijeće u Republici Hrvatskoj, 2017.)[3]
- Spomen-medalja za očuvanje kulturne tradicije i suradnju među slavenskim narodima (Trnavska samouprava, 2017.)[3]
- Spomen-povelja za njegovanje slovačko-hrvatskih veza (Matica slovačka, 2017.).[4]
- Medalja za doprinos u pripremi za tisak rukopisa Kotoribski protokol 1724. - 1804. (Kotoriba, 2017.)[5]
- Medalja Grada Varaždina za značajna znanstvena postignuća i promicanje kajkavskoga jezika i književnosti (Varaždin, 2017.)[5]
- Plaketa Grada Krapine povodom 50. obljetnice kulturnog i stručno-znanstvenog djelovanja (Krapina, 2017.)[5]
- Spomen-medalja Sveučilišta u Zagrebu u znak zahvalnosti i priznanja za doprinos razvitku i napretku Sveučilišta u Zagrebu (2017.)[5]
- Priznanje za iznimna postignuća i osobite zasluge u znanstvenom i publicističkom djelovanju, kao i na području gradišćanskohrvatske književnosti (Organizacije gradišćanskih Hrvata, 2017.)[5]

### Članci
- Životopis. 2016. Životopis prof. dr. sc. Alojza Jembriha. Kroatologija. Sveučilište u Zagrebu – Fakultet hrvatskih studija. Zagreb. 7 (2): 127–133